# Cryptachaea rupicola
Cryptachaea rupicola là một loài nhện trong họ Theridiidae.
Loài này thuộc chi Cryptachaea. Cryptachaea rupicola được James Henry Emerton miêu tả năm 1882.